# Saga Sambou Koira
Saga Sambou Koira (auch: Saga Sambou Kouara, Saga Sambou Kwara) ist ein Stadtviertel (französisch: quartier) im Arrondissement Niamey IV der Stadt Niamey in Niger.

## Geographie
Saga Sambou Koira liegt im Süden des urbanen Gemeindegebiets von Niamey am Fluss Niger. Das Stadtviertel ist Teil des historischen Zentrums der Ortschaft Saga.

## Geschichte
Saga Sambou Koira wurde der lokalen Chronik zufolge Ende des 16. Jahrhunderts als eines der vier ältesten Viertel von Saga gegründet. Die drei anderen sind Saga Fondobon, Saga Gassia Kouara und Saga Goungou. Als Gründer von Saga Sambou Koira gilt Sambou Moussa, ein Sohn des Gründers von Saga, Moussa Zarmakoye.

## Bevölkerung
Bei der Volkszählung 2012 hatte Saga Sambou Koira 2093 Einwohner, die in 363 Haushalten lebten. Bei der Volkszählung 2001 betrug die Einwohnerzahl 1340 in 207 Haushalten und bei der Volkszählung 1988 belief sich die Einwohnerzahl auf 2839 in 357 Haushalten.